# Ольшини (Хшановський повіт)
Ольшини (пол. Olszyny) — село в Польщі, у гміні Бабиці Хшановського повіту Малопольського воєводства.
Населення — 777 осіб (2011).
У 1975-1998 роках село належало до Катовицького воєводства.

## Демографія
Демографічна структура станом на 31 березня 2011 року:
|          | Загалом | Допрацездатний вік | Працездатний вік | Постпрацездатний вік |
| -------- | ------- | ------------------ | ---------------- | -------------------- |
| Чоловіки | 390     | 84                 | 267              | 39                   |
| Жінки    | 387     | 75                 | 242              | 70                   |
| Разом    | 777     | 159                | 509              | 109                  |